# Double concerto pour hautbois et harpe
Pour les articles homonymes, voir Double concerto.
Le Double concerto pour hautbois et harpe (Doppio Concerto) est un concerto de Hans Werner Henze. Composé en 1966 pour le hautboïste Heinz Holliger et la harpiste Ursula Holliger, il fut créé par les interprètes à Zurich en 1966.

## Présentation
Partition concertante postérieure à l'Ode au vent d'ouest, le Double concerto, également connu sous le nom de Doppio Concerto, marque un retour au genre pour Henze après la composition des Quatrième et Cinquième symphonies et de plusieurs pages vocales. 
L’œuvre, composée en 1966 à la demande de Paul Sacher, est dédiée à Sacher et sa femme, Maya Sacher. Elle est écrite à l'intention du hautboïste Heinz Holliger et de sa femme la harpiste Ursula Holliger, et créée à Zurich le 2 décembre 1966,.
L'instrumentation du concerto mobilise, outre un hautbois soliste et une harpe soliste, un orchestre à cordes pour l'accompagnement, qui comprend huit violons, quatre altos, quatre violoncelles et deux contrebasses.
Le Doppio Concerto est en un seul mouvement et, pour François-René Tranchefort, fait entendre « des alliages sonores imprévus avec l'appoint soutenu, diversifié, des cordes divisés ». Le musicologue souligne que « c'est d'ailleurs le pur plaisir auditif qui prévaut ».
La durée moyenne d'exécution de l’œuvre est de trente minutes environ.